# Липин, Ефим Соломонович
Ефим Соломонович (Хаим Шлиомович) Липин (23.02.1922-27.10.1995) — советский и российский учёный и изобретатель, специалист в области автоматизированных электронно-вычислительных систем, лауреат государственных премий.

## Биография
Родился 23 февраля 1922 года в Витебске.
В военное и первое послевоенное время работал на заводах «Пирометр» (1941—1944) и РПЗ (Раменское) (1944—1947).
Окончил Ленинградский политехнический институт (1948).
С 1948 году в ОКБ «Электроавтоматика»: инженер, ведущий инженер, начальник лаборатории, начальник научно-исследовательского отделения, главный конструктор.
Кандидат технических наук (1965).
В 1980−1995 годах доцент кафедры машинного проектирования бортовой электронно-вычислительной аппаратуры (базовая кафедра) в ОКБ «Электроавтоматика». Читал курс «Аналого-цифровые вычислительные комплексы».
Разработчик теоретических основ и технологии производства советских магнитометров.
Руководил разработкой аналоговых, цифроаналоговых и цифровых навигационных приборов и комплексов бортового оборудования для самолётов гражданского и специального назначения, среди которых Ил-86, Ту-204, Ту-22М3, Ту-160.
Автор более 40 научных работ и 27 изобретений.
Умер в 1995 году в Санкт-Петербурге.

## Звания и награды
Лауреат Сталинской премии (1952 — за работу в области приборостроения — создание авиационного оборудования в области самолётной магнитометрии), Государственной премии СССР (1976) — за работы в области создания сложных авиационных систем, Ленинской премии (1986). Почётный авиастроитель СССР. Награждён двумя орденами Трудового Красного Знамени и орденом «Знак Почёта», а также медалями ВДНХ.